# Dragutin Mate

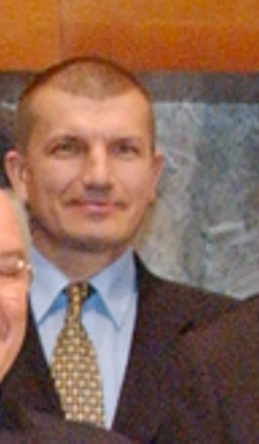
Dragutin Mate

Dragutin Mate (Čakovec (Kroatië), 2 mei 1963) is een Sloveens politicus van de SDS sinds december 2004 minister van Binnenlandse Zaken van Slovenië. 
Mate is van beroep polemoloog. Hij was vanaf 1990 Sloveens legerofficier en sinds 1991 actief als adviseur internationale samenwerking op het ministerie van Defensie, later in de militaire inlichtingendienst. Vanaf 1996 was hij militair attaché in Bosnië en Herzegovina. In 1999 moest hij wegens een affaire zijn post verlaten en ging zich op defensie met personeelszaken bezighouden. Sinds eind 2000 hield hij met de lokale defensiezaken in de regio Ljubljana bezig. Mate heeft sinds 3 december 2004 zitting in het sinds de verkiezingen van oktober 2004 gevormde kabinet Janez Janša namens de Sloveense Democratische Partij. 
Mate is als politicus onbekend, zijn carrière verliep voornamelijk in het leger. Met betrekking tot zijn werk als Sloveense militair attaché in Sarajevo kwam hij in opspraak vanwege het verzamelen van inlichtingen over Sloveense burgers, met name Andrej Lovšin, voormalig directeur van de Sloveense militaire inlichtingendienst, en het Sloveense ambassadepersoneel. Het op basis van Mates informatie samengestelde dossier dateerde uit 1996 en kwam in 1998 in de openbaarheid. De commissie voor de inlichtingendiensten in het Sloveense parlement sprak van het overschrijden van volmachten, waarop Dragutin Mate werd teruggeroepen van zijn post en werd gedegradeerd.
In 2000 trad Mate achter gesloten deuren als getuige op voor een parlementaire enquêtecommissie, deze keer over ongeautoriseerde verkoop van militair materieel uit de militaire opslagplaats Ložnica en aangetroffen containers vol militair materieel op de luchthaven van Maribor. Zijn rol hierin is nooit verduidelijkt. Volgens de toenmalige inkoper van het Bosnische leger Hasan Čengić, vond tussen hemzelf, Janez Janša en Dragutin Mate in september 1992 een bespreking plaats over militaire samenwerking, waaronder de aankoop van wapens. Het verband tussen dit gesprek en (een of) beide affaires blijft echter vooralsnog onbewezen.